# Emerange
Emerange (Luxemburgs: Éimereng, Duits: Emeringen) is een plaats in de gemeente Schengen en het kanton Remich in Luxemburg.

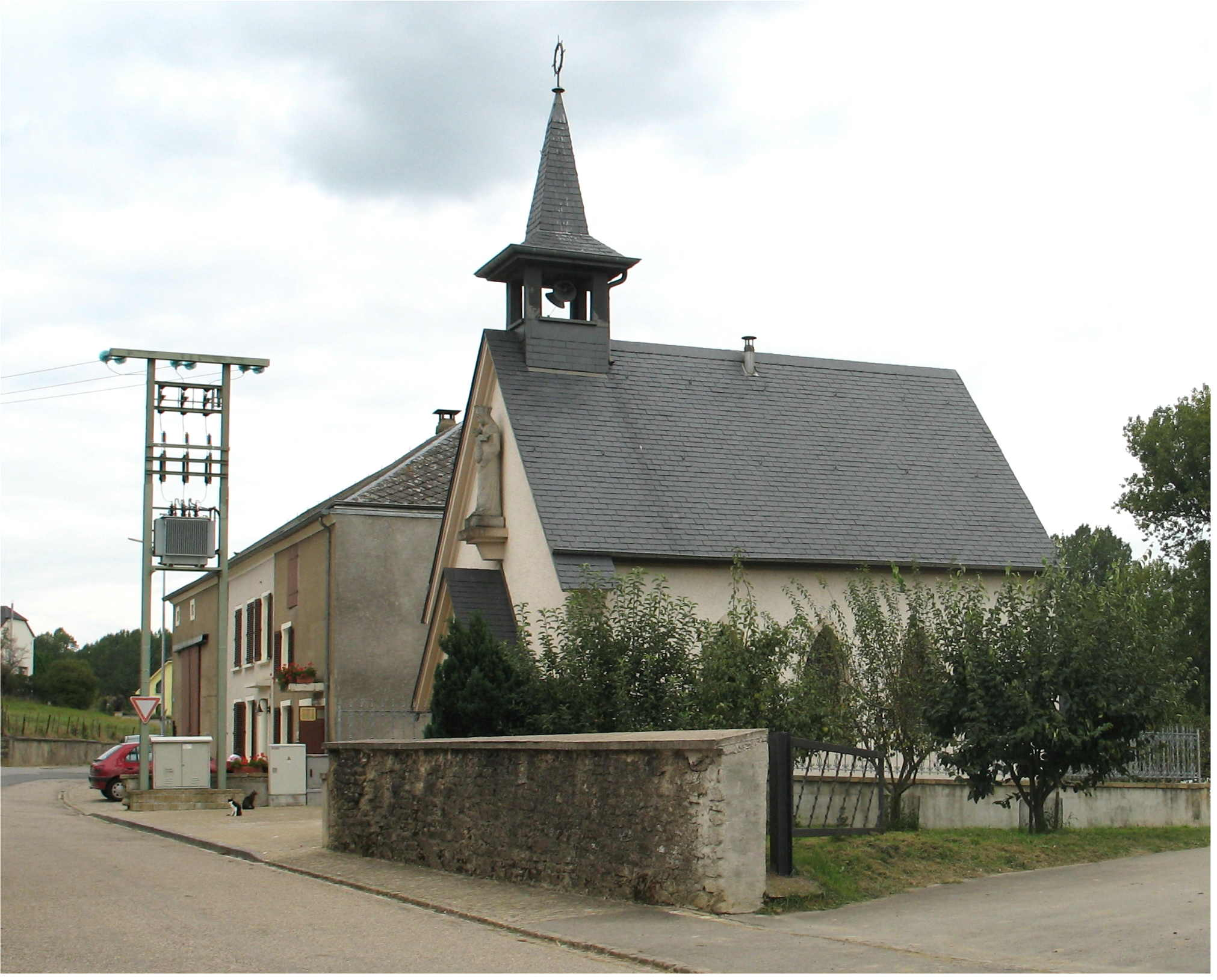
Kerk

Emerange telt 89 inwoners (2001).